# Ji Jin-hee
 (novembre 2021).
Si vous disposez d'ouvrages ou d'articles de référence ou si vous connaissez des sites web de qualité traitant du thème abordé ici, merci de compléter l'article en donnant les références utiles à sa vérifiabilité et en les liant à la section « Notes et références ».
Ji Jin-hee est un acteur sud-coréen né le 24 juin 1971 à Séoul.
Il est surtout connu pour ses rôles principaux dans les séries télévisées Dae Jang Geum (2003), Dong Yi (2010), Designated Survivor - 60 jours (2019) et Move to Heaven (2021).